# Jim Rohn
Emanuel James Rohn (17 tháng 9 năm 1930 - 5 tháng 12 năm 2009), thường được biết đến với tên gọi Jim Rohn, là một doanh nhân, tác giả và diễn giả truyền cảm hứng người Mỹ.

## Xuất thân
Emanuel James "Jim" Rohn sinh ra ở Yakima, Washington. Ông là con một trong gia đình. Cha mẹ ông là Emmanuel và Clara Rohn. Gia đình Rohn sở hữu một trang trại tại Caldwell, Idaho.

## Sự nghiệp
Rohn rời trường đại học chỉ sau một năm học và bắt đầu sự nghiệp bằng công việc quản lý nhân sự cho cửa hàng bách hóa Sears. Vào khoảng thời gian này, một người bạn đã mời ông đến tham dự một buổi thuyết trình của doanh nhân nổi tiếng John Earl Shoaff. Năm 1955, Rohn gia nhập công ty bán hàng trực tiếp AbundaVita của Shoaff với vai trò nhà phân phối.
Năm 1957, Rohn ngừng công việc tại AbundaVita để gia nhập Nutri-Bio, một công ty bán hàng trực tiếp khác. Thời điểm đó, những người sáng lập công ty, bao gồm cả Shoaff, bắt đầu cố vấn (mentor) cho ông. Quá trình hướng dẫn này đã giúp Rohn xây dựng thành công một trong những tổ chức lớn nhất trong công ty. Năm 1960, khi Nutri-Bio mở rộng sang Canada, Shoaff và những người sáng lập khác đã chọn Rohn làm phó chủ tịch của tổ chức.
Sau khi Nutri-Bio ngừng kinh doanh vào đầu thập niên 1960, Rohn được mời phát biểu tại một cuộc họp của Câu lạc bộ Rotary. Ông chấp nhận và chẳng bao lâu sau, ông nhận được nhiều lời mời phát biểu tại các bữa tiệc trưa và những sự kiện khác. Năm 1963, tại khách sạn Beverly Hills, ông đã tổ chức buổi hội thảo công khai đầu tiên. Sau đó, ông bắt đầu đi diễn thuyết tại các cuộc hội thảo trên khắp đất nước, chia sẻ câu chuyện của bản thân và giảng dạy triết lý phát triển cá nhân của mình.
Trong suốt những năm 1970, Rohn đã thực hiện một số buổi hội thảo cho Standard Oil. Đồng thời, ông cũng làm việc cho một doanh nghiệp phát triển cá nhân có tên là "Adventures in Achievement", tổ chức cả hội thảo trực tiếp cũng như hội thảo phát triển cá nhân. Ông đã diễn thuyết tại nhiều cuộc hội thảo trên toàn thế giới trong hơn 40 năm.
Rohn đã cố vấn cho Mark R. Hughes (người sáng lập Herbalife International) và chuyên gia Tony Robbins vào cuối những năm 1970. Những tên tuổi khác công nhận ảnh hưởng của Rohn đối với sự nghiệp của mình bao gồm các tác giả / chuyên gia đào tạo Mark Victor Hansen và  Jack Canfield (đồng tác giả bộ sách Hạt giống tâm hồn), Everton Edwards (Tập đoàn Hallmark Innovator), Brian Tracy, Todd Smith và T. Harv Eker. Rohn cũng là đồng tác giả cuốn tiểu thuyết Mười hai cột trụ (Twelve Pillars) với Chris Widener.
Rohn đã nhận được Giải thưởng CPAE của Hiệp hội Diễn giả Quốc gia Hoa Kỳ năm 1985 chứng nhận năng lực diễn thuyết xuất sắc. Ông cũng là tác giả của 17 tác phẩm truyền thông bằng văn bản, âm thanh và video, bao gồm "The Power of Ambition", "Take Charge of Your Life" và "The Day That Turns Your Life Around". Nhiều bài phát biểu của ông hiện được phát miễn phí trên các nền tảng truyền thông xã hội như YouTube và Instagram.

## Qua đời
Jim Rohn qua đời vì chứng xơ phổi vào ngày 5 tháng 12 năm 2009. Ông được chôn cất tại Forest Lawn Memorial Park ở Glendale, California.

## Tác phẩm
- 7 Strategies for Wealth & Happiness: Power Ideas from America's Foremost Business Philosopher
- My Philosophy For Successful Living
- The Power of Ambition
- The Seasons Of Life